# Mistrzostwa Europy w Piłce Ręcznej Mężczyzn 2028 (eliminacje)
Ten artykuł dotyczy trwającego lub niedawnego wydarzenia sportowego. Informacje w nim zamieszczone mogą się zmienić lub zdezaktualizować wraz z postępem zdarzenia. Początkowe doniesienia, wyniki lub statystyki mogą być niepewne. Ostatnie aktualizacje do tego artykułu mogą nie odzwierciedlać najbardziej aktualnych informacji.
Kwalifikacje do Mistrzostw Europy w Piłce Ręcznej Mężczyzn 2028 – trzyetapowe rozgrywki, mające na celu wyłonienie dwudziestu czterech męskich reprezentacji narodowych w piłce ręcznej, które wystąpią w finałach tego turnieju.

## Informacje ogólne
Turniej finałowy organizowanych przez EHF mistrzostw Europy odbędzie się w styczniu 2028 roku w Hiszpanii, Portugalii oraz Szwajcarii i wezmą w nim udział dwadzieścia cztery drużyny.
System kwalifikacji co do zasady pozostał taki, jak w eliminacjach do ME 2026. Maksymalnie cztery reprezentacje miały otrzymać bezpośredni awans, pozostawiono także układ gier w drugiej fazie w ramach ośmiu czterozespołowych grup, do których zespoły zostały przydzielone automatycznie bądź też po awansie z preeliminacji. Preeliminacje odbywały się dwuetapowo – pierwszą częścią były rozgrywki grupowe dla najsłabszych europejskich reprezentacji, zaś drugą dodatkowa runda barażowa z udziałem najsłabszych drużyn eliminacji do poprzedniego turnieju mistrzowskiego oraz zespołów zakwalifikowanych z pierwszej fazy.

## Faza 1
W pierwszej fazie wystąpiły cztery drużyny, zatem nie było potrzeby organizowania losowania grup. Rywalizowały one w styczniu 2025 roku systemem kołowym o dwa miejsca premiowane awansem do fazy barażowej. Uzyskały je Wielka Brytania i Cypr.
| 10 stycznia 202515:00 | Wielka Brytania | 37:14(18:7) | Malta | Pałac Kultury i Sportu, Warna Widzów: 50 Sędzia: Bujupi, Bujupi |
| 10 stycznia 202515:00 |                 | 37:14(18:7) |       | Pałac Kultury i Sportu, Warna Widzów: 50 Sędzia: Bujupi, Bujupi |

| 10 stycznia 202517:30 | Cypr | 22:21(9:11) | Bułgaria | Pałac Kultury i Sportu, Warna Widzów: 600 Sędzia: Pirvu, Potirniche |
| 10 stycznia 202517:30 |      | 22:21(9:11) |          | Pałac Kultury i Sportu, Warna Widzów: 600 Sędzia: Pirvu, Potirniche |

| 11 stycznia 202515:00 | Cypr | 26:28(11:15) | Wielka Brytania | Pałac Kultury i Sportu, Warna Widzów: 150 Sędzia: Pirvu, Potirniche |
| 11 stycznia 202515:00 |      | 26:28(11:15) |                 | Pałac Kultury i Sportu, Warna Widzów: 150 Sędzia: Pirvu, Potirniche |

| 11 stycznia 202517:30 | Bułgaria | 30:13(13:5) | Malta | Pałac Kultury i Sportu, Warna Widzów: 1 000 Sędzia: Bujupi, Bujupi |
| 11 stycznia 202517:30 |          | 30:13(13:5) |       | Pałac Kultury i Sportu, Warna Widzów: 1 000 Sędzia: Bujupi, Bujupi |

| 12 stycznia 202513:00 | Malta | 18:43(8:18) | Cypr | Pałac Kultury i Sportu, Warna Widzów: 200 Sędzia: Bujupi, Bujupi |
| 12 stycznia 202513:00 |       | 18:43(8:18) |      | Pałac Kultury i Sportu, Warna Widzów: 200 Sędzia: Bujupi, Bujupi |

| 12 stycznia 202515:30 | Bułgaria | 27:27(11:13) | Wielka Brytania | Pałac Kultury i Sportu, Warna Widzów: 2 500 Sędzia: Pirvu, Potirniche |
| 12 stycznia 202515:30 |          | 27:27(11:13) |                 | Pałac Kultury i Sportu, Warna Widzów: 2 500 Sędzia: Pirvu, Potirniche |

## IHF Emerging Nations Championship 2025
Najlepsza europejska drużyna spośród biorących udział w IHF Emerging Nations Championship 2025 uzyskała prawo gry w rundzie barażowej eliminacji do ME 2028. W rozegranych w Bułgarii zawodach zwyciężyła Wielka Brytania, która jednak miała już zapewniony awans, zatem prawo gry w barażach otrzymali ich finałowi przeciwnicy – Bułgarzy.

## Runda barażowa
Runda barażowa odbędzie się z udziałem sześciu reprezentacji w pierwszej połowie stycznia 2026 roku w formie trzech dwumeczów, których zwycięzcy awansują do drugiej fazy eliminacji. Udział w niej wezmą: najlepsza europejska drużyna z IHF Emerging Nations Championship 2025, dwie czołowe reprezentacje z I fazy oraz trzy najsłabsze drużyny spośród tych, które zajęły ostatnie miejsca w grupach w II fazie eliminacji do ME 2026.

### Losowanie dwumeczów
Losowanie dwumeczów zaplanowane zostało na 26 czerwca 2025 roku w siedzibie EHF w Wiedniu, a sześć uczestniczących zespołów zostało podzielonych na dwa koszyki. W jego wyniku powstały trzy pary.
| Koszyk 1 |
| -------- |
| Łotwa    |
| Estonia  |
| Turcja   |

| Koszyk 2        |
| --------------- |
| Wielka Brytania |
| Cypr            |
| Bułgaria        |

### Mecze
| Drużyna 1                            | Wynik dwumeczu | Drużyna 2 | Pierwszy mecz | Drugi mecz |
| ------------------------------------ | -------------- | --------- | ------------- | ---------- |
| Bułgaria                             | •              | Turcja    |               |            |
| Cypr                                 | •              | Estonia   |               |            |
| Wielka Brytania                      | •              | Łotwa     |               |            |
| Po lewej gospodarz pierwszego meczu. |                |           |               |            |

## Mistrzostwa Europy w Piłce Ręcznej Mężczyzn 2026
Automatyczny awans prócz gospodarzy kolejnych mistrzostw uzyska najlepszy zespół ME 2026 rozegranych w styczniu w Danii, Norwegii oraz Szwecji.

## Faza 2
W drugiej fazie odbędzie się właściwy turniej eliminacyjny z udziałem trzydziestu dwóch reprezentacji podzielonych na osiem czterozespołowych grup. Automatyczny awans do tego etapu zyskało dwadzieścia dziewięć drużyn, do których dołączyli trzej zwycięzcy rundy barażowej. Awans do turnieju finałowego mistrzostw Europy uzyskają dwie najlepsze drużyny z każdej grupy oraz cztery najlepsze zespoły spośród tych, które zajęły trzecie miejsce.